# Андрієв Дмитро
Дмитро Андрієв (нар. 18 вересня 1970) — український гравець у водне поло. Він брав участь у турнірі серед чоловіків на літніх Олімпійських іграх 1996 року.